# Endomisi
Rep el nom d'endomisi la capa de teixit connectiu que rodeja cada fibra muscular. L'endosimi juntament amb el perisimi i l'episimi constitueixen el teixit conjuntiu muscular. Aquestes tres capes s'uneixen per formar tendons que adhereixen ben fort els músculs esquelètics als ossos.
L'endomisi, que significa dins del múscul, és una capa intrínseca prima de teixit connectiu areolar que recull cada miòcit individual (fibra muscular o cèl·lula muscular). També conté capil·lars i nervis. Envolta a la membrana cel·lular de la fibra muscular: el sarcolemma. L'endomisi és el component més profund i petit del teixit connectiu muscular. Aquesta capa fina ajuda a proporcionar un entorn químic adequat per a l'intercanvi de calci, sodi i potassi, fonamental per a l'excitació i posterior contracció d'una fibra muscular.
L'endomisi es combina amb el perimisi i l'epimisi per crear les fibres de col·lagen dels tendons, proporcionant la connexió de teixit entre músculs i ossos mitjançant un enganxament indirecte.

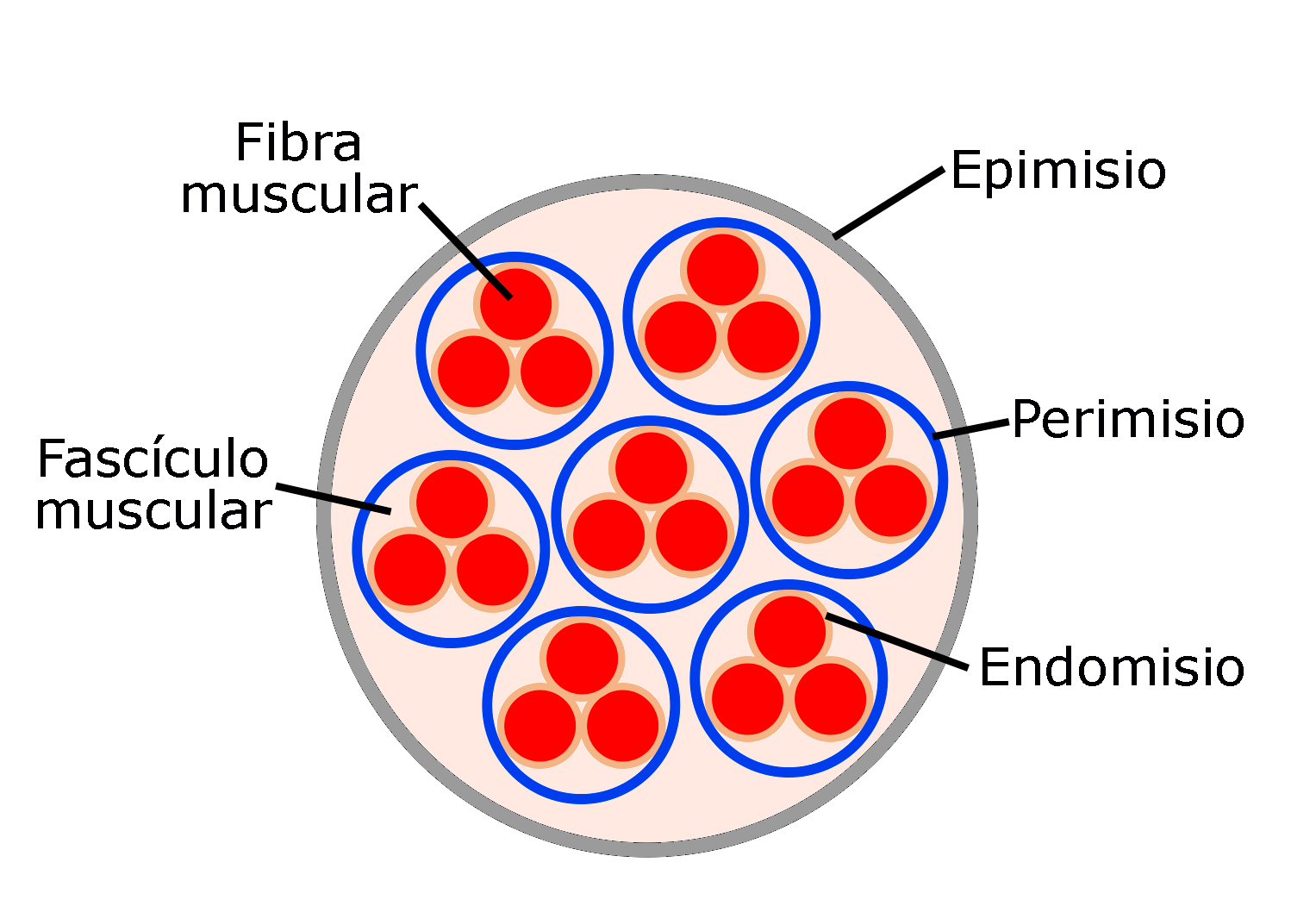
Esquema dels embolcalls de cèl·lules musculars

El col·lagen és la proteïna principal que componen teixits connectius com l'endomisi. S'ha demostrat que l'endomisi conté principalment components de col·lagen de tipus I i tipus III, i de tipus IV i de tipus V en quantitats molt menors.
El terme esquelet cardíac de vegades es considera sinònim d'endomisi al cor, però l'esquelet cardíac també es refereix a la combinació de l'endomisi i el perimisi en aquest òrgan.
Els anticossos anti-endomisials (EMA) IgA estan presents en la malaltia celíaca. No provoquen símptomes directes als músculs, però la detecció d'EMA és útil en el diagnòstic de la malaltia.